# Justis Huni
Justis Huni (* 4. April 1999 in Meadowbrook, Queensland) ist ein australischer Profiboxer im Schwergewicht, mit Wurzeln in Tonga und Samoa.

## Amateurkarriere
Justis Huni begann im Alter von sieben Jahren mit dem Boxsport und trainierte im Bethania Boxing Club unter Mark Wilson und seinem Vater Rocki Huni.
2016 gewann er im Superschwergewicht die Goldmedaille bei den Jugend-Weltmeisterschaften in Sankt Petersburg und besiegte dabei die Starter aus Usbekistan, Armenien, Aserbaidschan, USA und Georgien. 2018 gewann er zudem das internationale Ahmet Cömert Tournament in Istanbul.
Bei den Weltmeisterschaften 2019 in Jekaterinburg besiegte er Cristian Salcedo (5:0), Nigel Paul (TKO) und Məhəmməd Abdullayev (5:0), ehe er aufgrund einer Erkrankung kampflos im Halbfinale ausstieg und Bronze gewann. Sein Gegner beim Kampf um den Finaleinzug wäre Qamschybek Qongqabajew gewesen.
Bei der asiatisch-ozeanischen Olympiaqualifikation 2020 in Amman erreichte Huni das Finale und qualifizierte sich dadurch zur Teilnahme an den Olympischen Spielen 2020 in Tokio, welche aufgrund der COVID-19-Pandemie auf Juli 2021 verschoben wurden. Im Juni 2021 wurde dann bekanntgegeben, dass Huni aufgrund von Handverletzungen, welche er in einem Profikampf am 16. Juni 2021 gegen Paul Gallen erlitten hatte, nicht an den Olympischen Spielen teilnehmen wird.

## Profikarriere
Justis Huni trainiert bei seinem Vater in Brisbane. In seinem ersten Profikampf gewann er am 22. Oktober 2020 durch TKO in der siebenten Runde gegen Faiga Opelu (Bilanz: 13-1). Er wurde dadurch Australischer Meister im Schwergewicht.
Im Juni 2022 siegte er einstimmig gegen Joseph Goodall und im Oktober 2023 gegen Andrew Tabiti. Am 8. März 2024 gewann er einstimmig gegen Kevin Lerena.
Am 7. Juni 2025 verlor er durch KO gegen den Briten Fabio Wardley.